# Walther Fischer von Weikersthal
Walther Ludwig Otto Karl Bernhard Fischer von Weikersthal (15 septembre 1890 à Stuttgart — 11 février 1953 à Stuttgart) est un General der Infanterie allemand au sein de la Heer dans la Wehrmacht pendant la Seconde Guerre mondiale. Il a été récipiendaire de la croix de chevalier de la croix de fer.
Durant l'opération Barbarossa, et la bataille de Moscou, Weikersthal a été impliqué dans des crimes de guerre (exécution d'otages, incendies de villages et pendaison de prétendus partisans). Il est démis de ses fonctions en décembre 1941 durant la contre-offensive russe pour avoir désobéi à l'ordre de ne pas battre en retraite.

## Biographie

### Jeunesse et Première Guerre mondiale
Il est le fils de l'Oberleutnant Karl Fischer von Weikersthal (1849-1924) et de son épouse Sophie, née baronne von Malchus (1858-1941). Fischer s'engagea le 30 juin 1909 comme porte-drapeau dans le 119e régiment de grenadiers (de) de l'armée wurtembergeoise, où il est promu enseigne le 25 février 1910 et lieutenant le 16 novembre 1910.
Avec le début de la Première Guerre mondiale, son régiment se mobilise et est d'abord engagé en Argonne en liaison avec la 26e division d'infanterie. Jusqu'à ce qu'il soit blessé le 6 septembre 1914, Fischer sert comme adjudant du 2e bataillon. Après sa guérison, il retourne d'abord au bataillon de réserve de son régiment. En tant que chef de section, il est ensuite engagé sur le front de l'Est à partir du 10 décembre 1914. Du 22 décembre 1914 au 1er mars 1915, Fischer est commandant de compagnie, puis devient adjudant de régiment et est promu lieutenant le 22 mars 1915. En décembre 1915, il est à nouveau transféré avec son régiment sur le front occidental où il combat entre autres sur la Somme et près d'Arras. Après un bref engagement sur le front italien, Fischer retourne à l'ouest avec son régiment en décembre 1917. Avant la Grande Bataille de France, Fischer fut muté le 11 mars 1918 à l'état-major du 13e corps d'armée, où il est promu capitaine le 22 mars. Du 11 juin au 18 octobre 1918, il est détaché auprès de la 243e division d'infanterie (de) où il est affecté comme chef de bataillon.
Après la fin de la guerre, Fischer reste d'abord à l'état-major général, est réintégré dans son régiment d'origine le 26 décembre 1918, mais reste détaché à l'état-major du 13e corps d'armée jusqu'au 25 juin 1919. Au sein de l'armée de transition, Fischer fait partie de l'état-major du 25e régiment de tirailleurs de la Reichswehr. En juillet 1919, Fischer passe au service de reconnaissance et de propagande du commandement général du 13e corps d'armée. Ensuite, de fin août à mi-septembre 1919, il est brièvement officier z. b. V. au ministère de la Défense du Reich, puis le 19 septembre 1919, Fischer rejoint le bureau de liquidation au ministère wurtembergeois de la Guerre (de). À partir du 1er octobre 1919, Fischer est affecté au commandement du Wehrkreis V en tant qu'officier auxiliaire, où il reste jusqu'à fin octobre 1920. Il commence ensuite une formation d'état-major général et est affecté à l'état-major des 6e et 5e divisions de la Reichswehr pendant un an à partir du 1er octobre 1921, avant d'être muté à l'état-major de Stuttgart. Le 1er octobre 1926, il est muté comme commandant de compagnie au 1er régiment (prussien) d'infanterie, où il reste les trois années suivantes.
Le 1er octobre 1929, Fischer est à nouveau muté à l'état-major de la 5e division, où il occupe jusqu'en juin 1933 la fonction d'enseignant pour la formation des aides du Führer. Pendant cette période, il est promu lieutenant-colonel le 1er décembre 1932. De juillet 1933 à mi-octobre 1935, Fischer, promu colonel le 1er novembre 1934, sert comme commandant du 1er bataillon du 13e régiment (wurtembergeois) d'infanterie (de) et conserve ce poste même après le changement de nom du régiment en régiment d'infanterie de Louisbourg.

### Seconde Guerre mondiale
Walther Fischer von Weikersthal est fait prisonnier en mai 1945 et reste en captivité jusqu'en 1947.

## Décorations
- Ordre du Mérite militaire de Bavière 4e classe (6 mai 1913)
- Croix de fer (1914)
  - 2e classe (16 octobre 1914)
  - 1re classe (18 juillet 1916)
- Médaille du Mérite militaire de Wurtemberg en Or (21 décembre 1914)
- Croix de chevalier de l'ordre du Mérite militaire de Wurtemberg (7 août 1916)
- Croix du Mérite militaire d'Autriche 3e classe avec décoration de guerre (21 janvier 1918)
- Croix de chevalier de l'ordre de Frédéric de Wurtemberg avec glaives (29 mars 1918)
- Insigne des blessés (1914)
  - en noir (22 mai 1918)
- Croix d'honneur (23 février 1935)
- Médaille de l'Anschluss (8 juillet 1939)
- Agrafe de la croix de fer (1939)
  - 2e classe (22 décembre 1939)
  - 1re classe(16 juin 1940)
- Médaille du Front de l'Est
- Croix de chevalier de la croix de fer
  - Croix de chevalier le 6 août 1941 en tant que Generalleutnant et commandant de la 35. Infanterie-Division[2]